# Meterginus albonotatus
Meterginus albonotatus is een hooiwagen uit de familie Cosmetidae.